# Кубок Украины по футболу 1995/1996
В пятом розыгрыше Кубка Украины по футболу сезона 1995/96 года приняли участие 110 команд. Проходил с 1 августа 1995 года по 26 мая 1996 года.

## Участники
| Клубы высшей лиги: | Клубы первой лиги: | Клубы второй лиги: | Клубы второй лиги: |
| - «Волынь» (Луцк) - «Динамо» (Киев) - «Днепр» (Днепропетровск) - «Звезда-НИБАС» (Кировоград) - «Заря-МАЛС» (Луганск) - «Карпаты» (Львов) - «Кремень» (Кременчуг) - «Кривбасс» (Кривой Рог) - «Металлург» (Запорожье) - СК «Николаев» - «Нива» (Винница) - «Нива» (Тернополь) - «Прикарпатье» (Ивано-Франковск) - «Таврия» (Симферополь) - «Торпедо» (Запорожье) - «ЦСКА-Борисфен» (Киев) - «Черноморец» (Одесса) - «Шахтер» (Донецк) | - «Буковина» (Черновцы) - «Верес» (Ровно) - «Ворскла» (Полтава) - «Динамо-2» (Киев) - «Днепр» (Черкассы) - «Закарпатье» (Ужгород) - «Кристалл» (Чортков) - ФК «Львов» - «Металлист» (Харьков) - «Металлург» (Никополь) - «Нефтяник» (Ахтырка) - «Нефтехимик» (Кременчуг) - СК «Одесса» - «Подолье» (Хмельницкий) - «Полиграфтехника» (Александрия) - «Скала» (Стрый) - «Сталь» (Алчевск) - «Темп-Адвис» (Хмельницкий) - «Химик» (Житомир) - «Химик» (Северодонецк) - «Шахтер» (Макеевка) - «Явор» (Краснополье) | - «Авангард» (Жидачов) - «Авангард-Индустрия» (Ровеньки) - «Автомобилист» (Сумы) - «Азовец» (Мариуполь) - «Вагоностроитель» (Кременчуг) - «Виктор» (Запорожье) - «Водник» (Херсон) - «Газовик» (Комарно) - «Галичина» (Дрогобыч) - «Гарай» (Жолква) - «Десна» (Чернигов) - «Динамо» (Саки) - «Динамо» (Славянск) - «Динамо-Флеш» (Одесса) - «Днестровец» (Белгород-Днестровский) - «Дружба» (Бердянск) - «Карпаты» (Мукачево) - «Керамик» (Барановка) - «Космос» (Павлоград) - «Мелиоратор» (Каховка) - «Металлург» (Новомосковск) - «Меховик» (Тысменица) | - «Нива» (Мироновка) - «Оболонь» (Киев) - «Океан» (Керчь) - «Олимпия» (Южноукраинск) - «Оскол» (Купянск) - «Портовик» (Ильичевск) - «Прометей» (Днепродзержинск) - «Рось-Трансимпекс» (Белая Церковь) - «Система-Борекс» (Бородянка) - «Скифы» (Львов) - «Спортинвест» (Кривой Рог) - «Восток» (Славутич) - «Темп-Адвис-2» (Шепетовка) - «Титан» (Армянск) - «Торпедо» (Мелитополь) - «Химик» (Калуш) - ЦСКА (Киев) - «Чайка» (Севастополь) - «Шахтер» (Свердловск) - «Шахтер» (Стаханов) - «Шахтер» (Шахтерск) - «Шахтер-2» (Донецк) |

| Обладатели кубков областей: - «Артания» (Очаков), Николаевская область - «Бумажник» (Малин), Житомирская область - «Буревестник-Эльбрус» (Кировоград), Кировоградская область - «Велта» (Полтава), Полтавская область - «Дизелист» (Токмак), Запорожская область - «Динамо-3» (Киев), Киев - «Дружба» (Магдалиновка), Днепропетровская область - «Импульс» (Каменец-Подольский), Хмельницкая область - «Колос» (Амвросиевский район), Донецкая область - «Колос» (Карапыши), Киевская область - «Кристалл» (Пархомовка), Харьковская область - «Лесник» (Перечин), Закарпатская область - «Локомотив» (Смела), Черкасская область - «Луч» (Самбор), Львовская область - «Металлург» (Керчь), Автономная Республика Крым - «Нива» (Теребовля), Тернопольская область - «Подгорье» (Сторожинец), Черновицкая область - «Покутье» (Коломыя), Ивано-Франковская область - «Родина-Альмар» (Первомайск), Луганская область - «Рыбак» (Одесса), Одесская область - «Факел» (Варва), Черниговская область - «Фрунзенец» (Сумы), Сумская область - «Химик» (Винница), Винницкая область - «Экосервис» (Ровно), Ровенская область - «Энергия» (Новая Каховка), Херсонская область - «Явор» (Цумань), Волынская область |

## 1/128 финала
Матчи состоялись 1 августа 1995 года
| Команда 1                          | Счёт         | Команда 2                            |
| ---------------------------------- | ------------ | ------------------------------------ |
| «Дружба» (Магдалиновка)            | 0:2          | «Металлург» (Новомосковск)           |
| «Динамо» (Славянск)                | 0:1 (д.в.)   | «Оскол» (Купянск)                    |
| «Энергия» (Новая Каховка)          | 2:2 (п. 2:4) | «Торпедо» (Мелитополь)               |
| «Фрунзенец» (Сумы)                 | 1:0          | «Космос» (Павлоград)                 |
| «Буревестник-Эльбрус» (Кировоград) | 1:2          | «Днестровец» (Белгород-Днестровский) |
| «Кристалл» (Пархомовка)            | 1:0          | «Спортинвест» (Кривой Рог)           |
| «Локомотив» (Смела)                | 1:1 (п. 5:6) | «Портовик» (Ильичевск)               |
| «Дружба» (Бердянск)                | 2:0          | «Азовец» (Мариуполь)                 |
| «Родина-Альмар» (Первомайск)       | 2:0          | «Шахтер» (Стаханов)                  |
| «Рыбак» (Одесса)                   | 3:1          | «Мелиоратор» (Каховка)               |
| «Олимпия» (Южноукраинск)           | 1:1 (п. 4:3) | «Водник» (Херсон)                    |
| «Колос» (Амвросиевский район)      | -:+          | «Шахтер-2» (Донецк)                  |
| «Дизелист» (Токмак)                | 0:1          | «Авангард-Индустрия» (Ровеньки)      |
| «Металлург» (Керчь)                | 3:5          | «Чайка» (Севастополь)                |
| «Экосервис» (Ровно)                | 0:1          | «Оболонь» (Киев)                     |
| «Импульс» (Каменец-Подольский)     | 0:1          | «Керамик» (Барановка)                |
| «Подгорье» (Сторожинец)            | +:-          | «Темп-Адвис-2» (Шепетовка)           |
| «Нива» (Теребовля)                 | 1:0          | «Скифы» (Львов)                      |
| «Луч» (Самбор)                     | 0:0 (п. 3:5) | «Меховик» (Тысменица)                |
| «Покутье» (Коломыя)                | 2:0          | «Авангард» (Жидачов)                 |
| «Явор» (Цумань)                    | 0:1          | «Гарай» (Жолква)                     |
| «Лесник» (Перечин)                 | 1:2 (д.в.)   | «Химик» (Калуш)                      |
| «Факел» (Варва)                    | 1:0          | «Рось-Трансимпекс» (Белая Церковь)   |
| «Вагоностроитель» (Кременчуг)      | -:+          | «Прометей» (Днепродзержинск)         |
| «Артания» (Очаков)                 | -:+          | «Динамо-Флеш» (Одесса)               |
| «Химик» (Винница)                  | -:+          | ЦСКА (Киев)                          |
| «Бумажник» (Малин)                 | 1:1 (п. 6:5) | «Система-Борекс» (Бородянка)         |
| «Динамо-3» (Киев)                  | 1:2          | «Нива» (Мироновка)                   |
| «Колос» (Карапыши)                 | 2:2 (п. 6:5) | «Восток» (Славутич)                  |
| «Велта» (Полтава)                  | +:-          | «Виктор» (Запорожье)                 |

## 1/64 финала
| Команда 1                            | Счёт         | Команда 2                       |
| ------------------------------------ | ------------ | ------------------------------- |
| 15 октября 1995 года                 |              |                                 |
| «Днестровец» (Белгород-Днестровский) | 1:3          | «Нефтехимик» (Кременчуг)        |
| «Портовик» (Ильичевск)               | 1:0 (д.в.)   | «Нефтяник» (Ахтырка)            |
| «Прометей» (Днепродзержинск)         | 0:0 (п. 2:4) | «Днепр» (Черкассы)              |
| «Олимпия» (Южноукраинск)             | 0:1          | СК «Одесса»                     |
| «Рыбак» (Одесса)                     | 1:2 (д.в.)   | «Металлург» (Никополь)          |
| 16 октября 1995 года                 |              |                                 |
| «Металлург» (Новомосковск)           | 3:2          | «Металлист» (Харьков)           |
| «Оскол» (Купянск)                    | 2:0          | «Химик» (Северодонецк)          |
| «Торпедо» (Мелитополь)               | 0:1          | «Звезда-НИБАС» (Кировоград)     |
| «Фрунзенец» (Сумы)                   | 1:3          | «Ворскла» (Полтава)             |
| «Велта» (Полтава)                    | -:+          | «Полиграфтехника» (Александрия) |
| «Кристалл» (Пархомовка)              | 0:0 (п. 2:4) | «Явор» (Краснополье)            |
| «Дружба» (Бердянск)                  | 0:3          | «Сталь» (Алчевск)               |
| «Родина-Альмар» (Первомайск)         | 1:2          | «Шахтер» (Макеевка)             |
| «Шахтер-2» (Донецк)                  | 3:0          | «Шахтер» (Свердловск)           |
| «Авангард-Индустрия» (Ровеньки)      | 2:0 (д.в.)   | «Шахтер» (Шахтерск)             |
| «Чайка» (Севастополь)                | 2:0          | «Титан» (Армянск)               |
| «Динамо» (Саки)                      | +:-          | «Океан» (Керчь)                 |
| «Оболонь» (Киев)                     | 0:2          | «Газовик» (Комарно)             |
| «Керамик» (Барановка)                | 0:0 (п. 5:4) | «Кристалл» (Чортков)            |
| «Подгорье» (Сторожинец)              | 0:1          | «Галичина» (Дрогобыч)           |
| «Нива» (Теребовля)                   | 2:1          | «Буковина» (Черновцы)           |
| «Меховик» (Тысменица)                | 4:2          | «Карпаты» (Мукачево)            |
| «Покутье» (Коломыя)                  | 2:0          | «Закарпатье» (Ужгород)          |
| «Гарай» (Жолква)                     | 2:0 (д.в.)   | «Скала» (Стрый)                 |
| «Химик» (Калуш)                      | 1:0          | ФК «Львов»                      |
| «Динамо-Флеш» (Одесса)               | 1:5 (д.в.)   | «Динамо-2» (Киев)               |
| «Десна» (Чернигов)                   | 0:0 (п. 5:4) | «Автомобилист» (Сумы)           |
| ЦСКА (Киев)                          | 0:0 (п. 2:4) | «Подолье» (Хмельницкий)         |
| «Бумажник» (Малин)                   | +:-          | «Верес» (Ровно)                 |
| «Нива» (Мироновка)                   | +:-          | «Темп-Адвис» (Хмельницкий)      |
| «Колос» (Карапыши)                   | 1:0 (д.в.)   | «Химик» (Житомир)               |
| «Факел» (Варва)                      | 0:2          | «ЦСКА-Борисфен» (Киев)          |

## 1/32 финала
| Команда 1                  | Счёт         | Команда 2                       |
| -------------------------- | ------------ | ------------------------------- |
| 19 октября 1995 года       |              |                                 |
| «Металлург» (Новомосковск) | 1:0          | «Оскол» (Купянск)               |
| «Нефтехимик» (Кременчуг)   | 3:2          | «Полиграфтехника» (Александрия) |
| «Явор» (Краснополье)       | 4:1          | «Портовик» (Ильичевск)          |
| «Сталь» (Алчевск)          | 2:1 (д.в.)   | «Шахтер» (Макеевка)             |
| СК «Одесса»                | 0:0 (п. 1:2) | «Металлург» (Никополь)          |
| «Шахтер-2» (Донецк)        | 5:0          | «Авангард-Индустрия» (Ровеньки) |
| «Чайка» (Севастополь)      | 2:0          | «Динамо» (Саки)                 |
| «Газовик» (Комарно)        | 2:0          | «Керамик» (Барановка)           |
| «Галичина» (Дрогобыч)      | 3:1          | «Нива» (Теребовля)              |
| «Меховик» (Тысменица)      | 2:0          | «Покутье» (Коломыя)             |
| «Гарай» (Жолква)           | 1:0          | «Химик» (Калуш)                 |
| «Десна» (Чернигов)         | 0:0 (п. 5:6) | «Динамо-2» (Киев)               |
| «Бумажник» (Малин)         | 1:2          | «Подолье» (Хмельницкий)         |
| «Колос» (Карапыши)         | 0:6          | «Нива» (Мироновка)              |
| 31 октября 1995 года       |              |                                 |
| «Днепр» (Черкассы)         | 1:4          | «ЦСКА-Борисфен» (Киев)          |
| 15 ноября 1995 года        |              |                                 |
| «Ворскла» (Полтава)        | 2:3          | «Звезда-НИБАС» (Кировоград)     |

## Турнирная сетка
|  | 1/16 финала 3-4 марта 1996      | 1/16 финала 3-4 марта 1996 |  |  | 1/8 финала 8 марта 1996     | 1/8 финала 8 марта 1996 |                       |                        | Четвертьфиналы 2 апреля 1996 | Четвертьфиналы 2 апреля 1996 |  |  | Полуфиналы 26—27 апреля 1996 | Полуфиналы 26—27 апреля 1996 |  |  | Финал 26 мая 1996 | Финал 26 мая 1996 |
|  |                                 |                            |  |  |                             |                         |                       |                        |                              |                              |  |  |                              |                              |  |  |                   |                   |
|  | «Металлург» (Новомосковск)      | 0                          |  |  |                             |                         |                       |                        |                              |                              |  |  |                              |                              |  |  |                   |                   |
|  | «Динамо» (Киев)                 | 3                          |  |  | «Динамо» (Киев)             | 2                       |                       |                        |                              |                              |  |  |                              |                              |  |  |                   |                   |
|  | «Звезда-НИБАС» (Кировоград)     | 1                          |  |  | «Звезда-НИБАС» (Кировоград) | 0                       |                       |                        |                              |                              |  |  |                              |                              |  |  |                   |                   |
|  | «Черноморец» (Одесса)           | 0                          |  |  |                             |                         |                       | «Таврия» (Симферополь) | 0                            |                              |  |  |                              |                              |  |  |                   |                   |
|  | «Нефтехимик» (Кременчуг)        | 1                          |  |  | «Динамо» (Киев)             | 1                       |                       |                        |                              |                              |  |  |                              |                              |  |  |                   |                   |
|  | «Таврия» (Симферополь)          | 2                          |  |  | «Таврия» (Симферополь)      | 2                       |                       |                        |                              |                              |  |  |                              |                              |  |  |                   |                   |
|  | «Явор» (Краснополье)            | 2                          |  |  | «Явор» (Краснополье)        | 0                       |                       |                        |                              |                              |  |  |                              |                              |  |  |                   |                   |
|  | «Заря-МАЛС» (Луганск)           | 0                          |  |  |                             |                         |                       | «Динамо» (Киев)        | 2                            |                              |  |  |                              |                              |  |  |                   |                   |
|  | «Сталь» (Алчевск)               | 1                          |  |  | «Кремень» (Кременчуг)       | 0                       |                       |                        |                              |                              |  |  |                              |                              |  |  |                   |                   |
|  | «Кремень» (Кременчуг)           | 3                          |  |  | «Кремень» (Кременчуг)       | 1                       |                       |                        |                              |                              |  |  |                              |                              |  |  |                   |                   |
|  | «Металлург» (Никополь)          | 2                          |  |  | «Металлург» (Никополь)      | 0                       |                       |                        |                              |                              |  |  |                              |                              |  |  |                   |                   |
|  | «Прикарпатье» (Ивано-Франковск) | 0                          |  |  |                             |                         | «Кремень» (Кременчуг) | 2                      |                              |                              |  |  |                              |                              |  |  |                   |                   |
|  | «Шахтер-2» (Донецк)             | 0                          |  |  | «Металлург» (Запорожье)     | 1                       |                       |                        |                              |                              |  |  |                              |                              |  |  |                   |                   |
|  | «Металлург» (Запорожье)         | 1                          |  |  | «Металлург» (Запорожье)     | 2                       |                       |                        |                              |                              |  |  |                              |                              |  |  |                   |                   |
|  | «Чайка» (Севастополь)           | 0                          |  |  | «Торпедо» (Запорожье)       | 0                       |                       |                        |                              |                              |  |  |                              |                              |  |  |                   |                   |
|  | «Торпедо» (Запорожье)           | 1                          |  |  |                             |                         |                       | «Динамо» (Киев)        | 2                            |                              |  |  |                              |                              |  |  |                   |                   |
|  | «Газовик» (Комарно)             | 0                          |  |  | «Нива» (Винница)            | 0                       |                       |                        |                              |                              |  |  |                              |                              |  |  |                   |                   |
|  | «Нива» (Винница)                | 0                          |  |  | «Нива» (Винница)            | 2                       |                       |                        |                              |                              |  |  |                              |                              |  |  |                   |                   |
|  | «Галичина» (Дрогобыч)           | 0                          |  |  | «Галичина» (Дрогобыч)       | 0                       |                       |                        |                              |                              |  |  |                              |                              |  |  |                   |                   |
|  | «Кривбасс» (Кривой Рог)         | 0                          |  |  |                             |                         | «Нива» (Винница)      | 1                      |                              |                              |  |  |                              |                              |  |  |                   |                   |
|  | «Меховик» (Тысменица)           | 0                          |  |  | «Нива» (Тернополь)          | 0                       |                       |                        |                              |                              |  |  |                              |                              |  |  |                   |                   |
|  | «Нива» (Тернополь)              | 1                          |  |  | «Нива» (Тернополь)          | 3                       |                       |                        |                              |                              |  |  |                              |                              |  |  |                   |                   |
|  | «Гарай» (Жолква)                | 0                          |  |  | «Волынь» (Луцк)             | 1                       |                       |                        |                              |                              |  |  |                              |                              |  |  |                   |                   |
|  | «Волынь» (Луцк)                 | 1                          |  |  |                             |                         | «Нива» (Винница)      | 0                      |                              |                              |  |  |                              |                              |  |  |                   |                   |
|  | «ЦСКА-Борисфен» (Киев)          | 0                          |  |  | «Шахтер» (Донецк)           | 0                       |                       |                        |                              |                              |  |  |                              |                              |  |  |                   |                   |
|  | «Шахтер» (Донецк)               | 1                          |  |  | «Шахтер» (Донецк)           | 2                       |                       |                        |                              |                              |  |  |                              |                              |  |  |                   |                   |
|  | «Динамо-2» (Киев)               | 2                          |  |  | «Динамо-2» (Киев)           | 0                       |                       |                        |                              |                              |  |  |                              |                              |  |  |                   |                   |
|  | СК «Николаев»                   | 2                          |  |  |                             |                         | «Шахтер» (Донецк)     | 2                      |                              |                              |  |  |                              |                              |  |  |                   |                   |
|  | «Подолье» (Хмельницкий)         | 2                          |  |  | «Днепр» (Днепропетровск)    | 2                       |                       |                        |                              |                              |  |  |                              |                              |  |  |                   |                   |
|  | «Днепр» (Днепропетровск)        | 5                          |  |  | «Днепр» (Днепропетровск)    | 4                       |                       |                        |                              |                              |  |  |                              |                              |  |  |                   |                   |
|  | «Нива» (Мироновка)              | 3                          |  |  | «Карпаты» (Львов)           | 1                       |                       |                        |                              |                              |  |  |                              |                              |  |  |                   |                   |
|  | «Карпаты» (Львов)               | 4                          |  |  |                             |                         |                       |                        |                              |                              |  |  |                              |                              |  |  |                   |                   |

## 1/16 финала

### Результаты
| Команда 1                   | Счёт         | Команда 2                       |
| --------------------------- | ------------ | ------------------------------- |
| 3 марта 1996 года           |              |                                 |
| «Металлург» (Новомосковск)  | 0:3          | «Динамо» (Киев)                 |
| «Звезда-НИБАС» (Кировоград) | 1:0          | «Черноморец» (Одесса)           |
| «Нефтехимик» (Кременчуг)    | 1:2          | «Таврия» (Симферополь)          |
| «Явор» (Краснополье)        | 2:0          | «Заря-МАЛС» (Луганск)           |
| «Сталь» (Алчевск)           | 1:3          | «Кремень» (Кременчуг)           |
| «Металлург» (Никополь)      | 2:0          | «Прикарпатье» (Ивано-Франковск) |
| «Шахтер-2» (Донецк)         | 0:1          | «Металлург» (Запорожье)         |
| «Чайка» (Севастополь)       | 0:1          | «Торпедо» (Запорожье)           |
| «Газовик» (Комарно)         | 0:0 (п. 6:7) | «Нива» (Винница)                |
| «Галичина» (Дрогобыч)       | 0:0 (п. 6:5) | «Кривбасс» (Кривой Рог)         |
| «Меховик» (Тысменица)       | 0:1          | «Нива» (Тернополь)              |
| «Гарай» (Жолква)            | 0:1          | «Волынь» (Луцк)                 |
| «ЦСКА-Борисфен» (Киев)      | 0:1          | «Шахтер» (Донецк)               |
| «Подолье» (Хмельницкий)     | 2:5          | «Днепр» (Днепропетровск)        |
| «Нива» (Мироновка)          | 3:4          | «Карпаты» (Львов)               |
| 4 марта 1996 года           |              |                                 |
| «Динамо-2» (Киев)           | 2:2 (п. 5:4) | СК «Николаев»                   |

#### Результаты матчей
| «Галичина» (Дрогобыч)                                                                   | 0:0 (доп. вр.)  | «Кривбасс» (Кривой Рог)                                                                     |
| --------------------------------------------------------------------------------------- | --------------- | ------------------------------------------------------------------------------------------- |
|                                                                                         | протокол (укр.) |                                                                                             |
| Пенальти                                                                                |                 |                                                                                             |
| Гогаладзе · Матусевич · Токар · Карпин · Качмар · Билан · Цховребашвили · Чих · Лемишко | 6:5             | Тарахтий · Попович · Бидулько · Мальцев · Приходько · Громов · Григорчук · Гредиль · Скидан |

| «Подолье» (Хмельницкий)       | 2:5             | «Днепр» (Днепропетровск)                                |
| ----------------------------- | --------------- | ------------------------------------------------------- |
| Федорко 48′ (пен.) · Ятин 61′ | протокол (укр.) | 1′, 17′, 25′ Паляница · 21′ (пен.) Скрипник · 33′ Шаран |

| «Меховик» (Тысменица) | 0:1             | «Нива» (Тернополь) |
| --------------------- | --------------- | ------------------ |
|                       | протокол (укр.) | 75′ Демьянчук      |

| «Гарай» (Жолква) | 0:1             | «Волынь» (Луцк) |
| ---------------- | --------------- | --------------- |
|                  | протокол (укр.) | 16′ Солодкий    |

| «Газовик» (Комарно)                                                                        | 0:0 (доп. вр.)  | «Нива» (Винница)                                                                                        |
| ------------------------------------------------------------------------------------------ | --------------- | --- |
|                                                                                            | протокол (укр.) | |
| Пенальти                                                                                   |                 | |
| Пштыр · Кондратюк · Б. Мазур · Чопик · Маланий · А. Мазур · Телятник · Андрухович · Деркач | 6:7             | Матвейченко · Рябцев · Бровченко · Гайдаржи · Соловьенко · Балацкий · Цыткин · Любинский · Запорожченко |

| «Нива» (Мироновка)                           | 3:4             | «Карпаты» (Львов)                             |
| -------------------------------------------- | --------------- | --------------------------------------------- |
| Рубанчук 21′ · Чернышенко 23′ · Перенчук 27′ | протокол (укр.) | 28′, 30′ Покладок · 47′ Вовчук · 68′ Колесник |

| «Нефтехимик» (Кременчуг) | 1:2             | «Таврия» (Симферополь)   |
| ------------------------ | --------------- | ------------------------ |
| Солнышкин 8′             | протокол (укр.) | 42′ Антюхин · 63′ Опарин |

| «Явор» (Краснополье)        | 2:0             | «Заря-МАЛС» (Луганск) |
| --------------------------- | --------------- | --------------------- |
| Завгородний 77′ · Богач 82′ | протокол (укр.) |                       |

| «Металлург» (Новомосковск) | 0:3             | «Динамо» (Киев)                             |
| -------------------------- | --------------- | ------------------------------------------- |
|                            | протокол (укр.) | 6′ Михайленко · 41′ Головко · 85′ Коновалов |

| «Металлург» (Никополь)       | 2:0             | «Прикарпатье» (Ивано-Франковск) |
| ---------------------------- | --------------- | ------------------------------- |
| Коваленко 30′ · Катеруша 75′ | протокол (укр.) |                                 |

| «Сталь» (Алчевск)    | 1:3             | «Кремень» (Кременчуг)           |
| -------------------- | --------------- | ------------------------------- |
| Ковальков 89′ (пен.) | протокол (укр.) | 12′, 45′ Коваленко · 25′ Кирлик |

| «Шахтер-2» (Донецк) | 0:1             | «Металлург» (Запорожье) |
| ------------------- | --------------- | ----------------------- |
|                     | протокол (укр.) | 81′ Крипак              |

| «Чайка» (Севастополь) | 0:1             | «Торпедо» (Запорожье) |
| --------------------- | --------------- | --------------------- |
|                       | протокол (укр.) | 80′ Бондаренко        |

| «Звезда-НИБАС» (Кировоград) | 1:0             | «Черноморец» (Одесса) |
| --------------------------- | --------------- | --------------------- |
| Грачёв 12′                  | протокол (укр.) |                       |

| «ЦСКА-Борисфен» (Киев) | 0:1             | «Шахтер» (Донецк) |
| ---------------------- | --------------- | ----------------- |
|                        | протокол (укр.) | 85′ Зубов         |

| «Динамо-2» (Киев)                                        | 2:2 (доп. вр.)  | СК «Николаев»                                                |
| -------------------------------------------------------- | --------------- | ------------------------------------------------------------ |
| Даценко 16′ · Слюсар 87′                                 | протокол (укр.) | 75′ (пен.) Бугай · 85′ Кудлюк                                |
| Пенальти                                                 |                 |                                                              |
| Костюк · Слюсар · Олейник · Завьялов · Даценко · Аникеев | 5:4             | Майборода · Пономаренко · Думенко · Сандул · Бугай · Галстян |

## 1/8 финала
| Команда 1                | Счёт       | Команда 2                   |
| ------------------------ | ---------- | --------------------------- |
| 8 марта 1996 года        |            |                             |
| «Динамо» (Киев)          | 2:0        | «Звезда-НИБАС» (Кировоград) |
| «Таврия» (Симферополь)   | 2:0        | «Явор» (Краснополье)        |
| «Кремень» (Кременчуг)    | 1:0        | «Металлург» (Никополь)      |
| «Металлург» (Запорожье)  | 2:0 (д.в.) | «Торпедо» (Запорожье)       |
| «Нива» (Винница)         | 2:0        | «Галичина» (Дрогобыч)       |
| «Нива» (Тернополь)       | 3:1        | «Волынь» (Луцк)             |
| «Шахтер» (Донецк)        | 2:0 (д.в.) | «Динамо-2» (Киев)           |
| «Днепр» (Днепропетровск) | 4:1        | «Карпаты» (Львов)           |

### Результаты матчей
| «Днепр» (Днепропетровск)                              | 4:1             | «Карпаты» (Львов) |
| ----------------------------------------------------- | --------------- | ----------------- |
| Евтушок 11′ · Скрипник 54′ · Паляница 71′ · Мизин 88′ | протокол (укр.) | 53′ Вовчук        |

| «Нива» (Винница)               | 2:0             | «Галичина» (Дрогобыч) |
| ------------------------------ | --------------- | --------------------- |
| Червоный 30′ · Матвейченко 39′ | протокол (укр.) |                       |

| «Динамо» (Киев)             | 2:0             | «Звезда-НИБАС» (Кировоград) |
| --------------------------- | --------------- | --------------------------- |
| Шкапенко 21′ · Леоненко 90′ | протокол (укр.) |                             |

| «Таврия» (Симферополь)   | 2:0             | «Явор» (Краснополье) |
| ------------------------ | --------------- | -------------------- |
| Опарин 20′ · Антюхин 26′ | протокол (укр.) |                      |

| «Металлург» (Запорожье)          | 2:0 (доп. вр.)  | «Торпедо» (Запорожье) |
| -------------------------------- | --------------- | --------------------- |
| Деревинский 102′ · Богатырь 117′ | протокол (укр.) |                       |

| «Кремень» (Кременчуг) | 1:0             | «Металлург» (Никополь) |
| --------------------- | --------------- | ---------------------- |
| Новиков 53′           | протокол (укр.) |                        |

| «Шахтер» (Донецк)           | 2:0 (доп. вр.)  | «Динамо-2» (Киев) |
| --------------------------- | --------------- | ----------------- |
| Кривенцов 95′ · Петров 116′ | протокол (укр.) |                   |

| «Нива» (Тернополь)                                  | 3:1             | «Волынь» (Луцк) |
| --------------------------------------------------- | --------------- | --------------- |
| Прохоренков 24′ · Богарада 44′ (авт.) · Шищенко 71′ | протокол (укр.) | 40′ Мозолюк     |

## Четвертьфиналы
| Команда 1              | Счёт         | Команда 2                |
| ---------------------- | ------------ | ------------------------ |
| 2 апреля 1996 года     |              |                          |
| «Таврия» (Симферополь) | 0:1          | «Динамо» (Киев)          |
| «Кремень» (Кременчуг)  | 2:1          | «Металлург» (Запорожье)  |
| «Нива» (Винница)       | 1:0          | «Нива» (Тернополь)       |
| «Шахтер» (Донецк)      | 2:2 (п. 4:2) | «Днепр» (Днепропетровск) |

### Результаты матчей
| «Таврия» (Симферополь) | 0:1             | «Динамо» (Киев) |
| ---------------------- | --------------- | --------------- |
|                        | протокол (укр.) | 7′ Головко      |

| «Шахтер» (Донецк)                  | 2:2 (доп. вр.)  | «Днепр» (Днепропетровск)              |
| ---------------------------------- | --------------- | ------------------------------------- |
| Старостяк 48′ · Воскобойник 88′    | протокол (укр.) | 11′ Топчиев · 54′ Полунин             |
| Пенальти                           |                 |                                       |
| Петров · Орбу · Кривенцов · Кочвар | 4:2             | Багмут · Паляница · Евтушок · Полунин |

| «Нива» (Винница) | 1:0             | «Нива» (Тернополь) |
| ---------------- | --------------- | ------------------ |
| Паршин 69′       | протокол (укр.) |                    |

| «Кремень» (Кременчуг)     | 2:1             | «Металлург» (Запорожье) |
| ------------------------- | --------------- | ----------------------- |
| Леонов 39′ · Ателькин 67′ | протокол (укр.) | 1′ Бабий                |

## Полуфиналы
| Команда 1           | Счёт         | Команда 2             |
| ------------------- | ------------ | --------------------- |
| 26 апреля 1996 года |              |                       |
| «Динамо» (Киев)     | 2:0          | «Кремень» (Кременчуг) |
| 27 апреля 1996 года |              |                       |
| «Нива» (Винница)    | 0:0 (п. 3:0) | «Шахтер» (Донецк)     |

### Результаты матчей
| «Динамо» (Киев)             | 2:0             | «Кремень» (Кременчуг) |
| --------------------------- | --------------- | --------------------- |
| Максимов 60′ · Шевченко 74′ | протокол (укр.) |                       |

| «Нива» (Винница)                | 0:0 (доп. вр.)  | «Шахтер» (Донецк)      |
| ------------------------------- | --------------- | ---------------------- |
|                                 | протокол (укр.) |                        |
| Пенальти                        |                 |                        |
| Рябцев · Матвейченко · Гайдаржи | 3:0             | Петров · Орбу · Коваль |

## Финал
Финальный матч состоялся 26 мая 1996 года в Киеве на национальном спортивном комплексе «Олимпийский»
| «Динамо» (Киев)           | 2:0             | «Нива» (Винница) |
| ------------------------- | --------------- | ---------------- |
| Ребров 27′ · Максимов 59′ | Протокол (укр.) |                  |

| Обладатель Кубка Украины 1995/96 |
| -------------------------------- |
| «Динамо» (Киев) 2-й титул        |

## Лучшие бомбардиры
| Место | Игрок              | Клуб          | Матчи | Голы (пен.) |
| ----- | ------------------ | ------------- | ----- | ----------- |
| 1     | Александр Паляница | Днепр Д       | 3     | 4           |
| 2     | Александр Перенчук | Нива М        | 3     | 4           |
| 3     | Александр Игнатьев | Нива М        | 3     | 4           |
| 4     | Андрей Гусин       | ЦСКА-Борисфен | 3     | 3           |
| 5     | Владимир Таранов   | Чайка         | 4     | 3           |
| 6     | Павел Палий        | Покутье       | 3     | 2           |
| 7     | Олег Клапчук       | Покутье       | 3     | 2           |
| 8     | Алексей Антюхин    | Таврия        | 3     | 2           |
| 9     | Валерий Толкач     | Портовик      | 3     | 2 (1)       |
| 10    | Орест Атаманчук    | Меховик       | 4     | 2           |

## Факты
- Полуфинальный матч между винницкой «Нивой» и донецким «Шахтёром», должен был состояться 26 апреля 1996, однако, через 40 минут, после запланированного времени начала, диктор по Центральному городскому стадиону Винницы объявил, что практически весь состав «горняков» находится в больнице с пищевым отравлением. Матч был перенесён на следующий день. Основное время закончилось со счётом 0:0, а серии послематчевых пенальти вратарь «Нивы», Владимир Цыткин, отбил 3 удара по своим воротам[2]